# Peperomia societatis
Peperomia societatis är en pepparväxtart som beskrevs av John William Moore. Peperomia societatis ingår i släktet peperomior, och familjen pepparväxter. Inga underarter finns listade i Catalogue of Life.